# Stadion im. Atatürka w Diyarbakırze
Stadion im. Atatürka w Diyarbakırze – nieistniejący już wielofunkcyjny stadion w Diyarbakırze, w Turcji. Funkcjonował w latach 1964–2016. Swoje spotkania rozgrywali na nim piłkarze klubu Diyarbakırspor.

## Historia
Stadion został wybudowany w 1960 roku, choć oddanie do użytku nastąpiło dopiero w 1964 roku. Od 2000 roku obiekt wyposażony był w sztuczne oświetlenie. 3 maja 2000 roku na stadionie rozegrano finał piłkarskiego Pucharu Turcji (Galatasaray – Antalyaspor 5:3 pd.). W 2016 roku stadion został rozebrany. Pod koniec swego istnienia stadion mógł pomieścić 12 963 widzów, ale pojemność ta ze względów bezpieczeństwa ograniczana była do 4600 widzów. 
W roku 2018 otwarto w Diyarbakırze nowy, typowo piłkarski stadion (Diyarbakır Stadyumu).